# Clyomys
Genre
Les rats porcs-épics (Clyomys) sont un genre de rongeurs de la famille des Echimyidae qui regroupe des petits mammifères d'Amérique du Sud appelés aussi rats épineux.
Cette espèce a été décrite pour la première fois en 1916 par le zoologiste britannique Michael Rogers Oldfield Thomas (1858-1929). 

## Liste d'espèces
Selon Mammal Species of the World (version 3, 2005)  (2 oct. 2012), ITIS (2 oct. 2012), Catalogue of Life (2 oct. 2012) et NCBI (2 oct. 2012), ce genre comprend les espèces suivantes :
- Clyomys bishopi Ávila-Pires & Wutke, 1981
- Clyomys laticeps (Thomas, 1909) - Rat à grosse tête[1],[6]